# Odontophorus melanonotus
El corcovado dorsioscuro (Odontophorus melanonotus) es una especie de ave en la familia Odontophoridae. Se la encuentra en  Colombia, Ecuador. Su hábitat natural son los bosques montanos subtropicales o tropicales, entre 1.100 y 1.900 m s. n. m. Se encuentra amenazada por pérdida de hábitat.

## Descripción
Mide entre 25 y 28 cm de longitud. La cabeza y las partes superiores son de color negro pardusco, con un fino vermiculado rufo y con el área ocular desnuda. Las plumas de vuelo son uniformemente fuscas u oscuras; la garganta y la parte superior del pecho son de color castaño rojizo o rufo; las partes inferiores son de color marrón negruzco con vermiculado canela. Las patas son oscuras.